# Величаевское
Велича́евское — село в Левокумском районе (муниципальном округе) Ставропольского края России.

## Варианты названия
- Солдатская[3],
- Солдатское,
- Чогрек[4],
- Валичаевка,
- Величавое,
- Величаевка[5].

Первоначально селение называлось Солдатским, поскольку в нём находился дозорный отряд солдат.

## География
Село расположено в сухих степях на востоке Левокумского района в пределах Прикаспийской низменности, на высоте около 19 метров над уровнем моря. Рельеф местности равнинный, осложнён формами микро- и мезорельефа: буграми, бугорками и западинами. Близ села проходит Левокумская ветвь Кумо-Манычского канала. Почвы светло-каштановые солонцеватые и солончаковые
По автомобильным дорогам расстояние до краевого центра города Ставрополь составляет 310 км, до районного центра села Левокумское — 46 км, до ближайшего города Нефтекумск — 35 км.
Величаевское, как и весь Ставропольский край, находится в часовой зоне МСК (московское время). Смещение применяемого времени относительно UTC составляет +3:00.

## История
Основано в 1848 году (по другим данным в 1850 году:34) как станица Величавая Черноярского уезда Астраханской губернии переселенцами из Таврической губернии. Первоначально величаевские земли принадлежали калмыкам Большедербетовского улуса, которые были оттеснены царским правительством далеко на северо-восток.
В 1863—1864 годы населённый пункт получил статус села.
Население села постепенно росло, в основном за счёт переселенцев из Астраханской и Харьковской губерний. В 1881 году здесь насчитывалось 228 дворов и проживало 1445 человек. Согласно переписи населения 1926 года в селе Величаевка Левокумского района Терского округа Северо-Кавказского края проживало 3639 человек, из них украинцев — 2927, великороссов — 709.
Во время немецкой оккупации в Величаевском была создана молодёжная подпольная организация. 6 декабря 1942 года полицией села Величаевское были арестованы участники подпольной комсомольской антифашистской организации А. Скоков, К. Напханюк, В. Обмачевский. После допросов и пыток расстреляны фашистами.
До 16 марта 2020 года село было административным центром упразднённого Величаевского сельсовета.

## Население
| 1897  | 1903  | 1908  | 1909  | 1920  | 1925  | 1926  |
| ----- | ----- | ----- | ----- | ----- | ----- | ----- |
| 3286  | ↗4300 | ↗4676 | ↗4743 | ↘4135 | ↗4631 | ↘3639 |
| 1989  | 2002  | 2010  | 2014  | 2021  |       |       |
| ↗6171 | ↘5740 | ↘5204 | ↘5100 | ↘4666 |       |       |

Национальный состав населения села по данным Всероссийской переписи населения 2010 года::
| Народ      | Численность, чел. | Доля от всего населения, % |
| ---------- | ----------------- | -------------------------- |
| русские    | 3 424             | 65,80 %                    |
| даргинцы   | 1 403             | 26,96 %                    |
| аварцы     | 144               | 2,77 %                     |
| кумыки     | 117               | 2,25 %                     |
| другие     | 98                | 1,88 %                     |
| не указали | 18                | 0,35 %                     |
| всего      | 5 204             | 100,00 %                   |

По данным переписи 2020 года в национальной структуре населения русские составляли 55,03 %,  даргинцы 38, 85%

## Инфраструктура
- Администрация муниципального образования Величаевского сельсовета
- Социально-культурный центр
- Фельдшерско-акушерский пункт[27]
- Коммунбыт — с. Величаевское
- Величаевское коллективное сельхозпредприятие
- Музей величаевского подполья. Открыт 29 октября 1978 года
- В 60 м на запад от подъезда к селу расположено общественное открытое кладбище площадью 62637 м²[28]

## Образование
- Детский сад № 12
- Детский сад № 23
- Средняя общеобразовательная школа № 7

## Памятники
- Братская могила бойцов ЧОНа, погибших в годы гражданской войны. 1918—1920, 1940 годы[29]
- Братская могила советских воинов, погибших в боях с фашистскими захватчиками. 1942—1943, 1946 годы[30]
- Бюст Героя Советского Союза Александра Ивановича Скокова, 1967[31]
- Монумент в честь подвига величаевского подполья. 1963 год.[32][33]
- Могила А. И. Скокова и его боевых друзей, расстрелянных в декабре 1942 года[32]

## Разное
В 2014 году планируется сдача объектов «Газопровода-отвода и ГРС п. Затеречный», «Газопровода межпоселкового от АГРС п. Затеречный к с. Величаевскому» и «Газопровода межпоселкового к п. Зимняя Ставка»

## Люди, связанные с селом
- Скоков Александр Иванович — партизан, Герой Советского Союза (1965 год), уроженец села Величаевское[35]